# El Pando
El Pando är en ort i Mexiko.   Den ligger i kommunen Tanlajás och delstaten San Luis Potosí, i den centrala delen av landet, 260 km norr om huvudstaden Mexico City. El Pando ligger 68 meter över havet och antalet invånare är 456.
Terrängen runt El Pando är platt åt nordost, men åt sydväst är den kuperad. Terrängen runt El Pando sluttar norrut. Runt El Pando är det ganska tätbefolkat, med 93 invånare per kvadratkilometer. Närmaste större samhälle är Ejido San José Xilatzén, 13,3 km sydväst om El Pando. Trakten runt El Pando består till största delen av jordbruksmark.